# Jane Rosenthal
Pour les articles homonymes, voir Rosenthal.
Jane Rosenthal est une productrice américaine, née le 21 septembre 1956 à Denver au Colorado.

## Biographie
De confession juive, elle grandit à Providence (Rhode Island) et étudie à l'université Brown puis à l'université de New York. Elle rejoint CBS à Los Angeles, en Californie. En 1989, elle cofonde les studios Tribeca Productions dans le quartier du lower Manhattan de TriBeCa avec Robert De Niro, la série TriBeCa en 1993, en 2002, le Festival du film de TriBeCa à la suite des attentats du 11 septembre 2001 et du Tribeca Film Institute.
Elle est mariée à Craig Hatkoff à New York et a deux filles.

## Filmographie

### Cinéma
- 1992 :
  - La Loi de la nuit
  - Cœur de tonnerre
- 1993 : Il était une fois le Bronx
- 1996 :
  - Simples Secrets
  - Ma femme me tue
  - 9 (jeu vidéo)
- 1997 : Des hommes d'influence (Wag the Dog)
- 1998 : The Repair Shop
- 1999 :
  - Personne n'est parfait(e)
  - Entropy
  - Mafia Blues
- 2000 :
  - Mon beau-père et moi
  - The Adventures of Rocky and Bullwinkle
- 2001 : Prison Song
- 2002 :
  - Mafia Blues 2
  - Pour un garçon
  - Showtime
- 2003 : Tribeca Film Festival Presents
- 2004 :
  - Mon beau-père, mes parents et moi
  - Stage Beauty
  - Le Prince de Greenwich Village
- 2005 : Rent
- 2006 :
  - Bridge and Tunnel
  - Raisons d'État
- 2007 :
  - 36
  - First Man
  - Sugarland
  - Panique à Hollywood
  - L'Hiver de Frankie Machine
- 2010 : Mon beau-père et nous de Paul Weitz
- 2018 : Bohemian Rhapsody de Bryan Singer et Dexter Fletcher
- 2019 :
  - Artemis Fowl de Kenneth Branagh
  - The Irishman de Martin Scorsese

### Télévision
- 1993 : Tribeca (série TV), 7 épisodes
- 1998 : La Famille trahie (Witness to the Mob) de Thaddeus O'Sullivan
- 2000 : Holiday Heart de Robert Townsend
- 2002 : Porn 'n Chicken de Lawrence Trilling
- 2012 : NYC 22 (série TV), 2 épisodes
- 2013 :
  - Nine for IX (série TV documentaire sportif), 9 épisodes
  - Acting Disruptive (série TV documentaire), 12 épisodes
  - Quatrième Reich (pas de source)
- 2014 :
  - About a Boy (série TV), 2 épisodes
  - Nine for IX Shorts (mini-série TV documentaire sportif), 7 épisodes
- 2015 : For Justice d'Ava DuVernay
- 2017 : The Wizard of Lies (téléfilm) de Barry Levinson
- 2018 : Quincy (documentaire)
- 2019 : Dans leur regard (When They See Us) (mini-série TV)